# Giovanni Pierluigi da Palestrina
Giovanni Pierluigi da Palestrina (3. veljače 1525./2. veljače 1526. – 2. veljače 1594.) bio je talijanski renesansni skladatelj. Bio je najpoznatiji predstavnik rimske škole skladanja 16. st. Imao je ogroman utjecaj na razvoj katoličke crkvene glazbe, posebno renesansne polifonije.

## Životopis
Palestrina je rođen u Palestrini, gradiću u blizini Rima, tada dio Papinske Države. Većinu karijere proveo je u Rimu. Dokumenti navode da je Rim prvi put posjetio 1537., kada je bio član kora bazilike svete Marije Velike. Od 1544. do 1551. Palestrina je bio orguljaš župne crkve svojega rodnog grada, a potom je postao maestro di cappella u Cappelli Giuliji, papinskomu zboru u bazilici sv. Petra u Rimu.
Sljedeće desetljeće Palestrina je bio voditelj zborova u kapelama i crkvama u Rimu.
Desetljeće 1570-ih bila je za njega vrlo teška: izgubio je brata, dva sina i ženu zbog kuge. U međuvremenu je razmišljao postati svećenikom, ali oženio se je ponovo, ovaj put bogatom udovicom, što mu je dalo financijsku samostalnost i tako je bio u mogućnosti obilno skladati do smrti. Umro je u Rimu od upale pluća 1594. 

## Glazba i djelo
Ostavio je za sobom stotine skladbi, uključujući 104 mise, 68 oratorija, 300 moteta, 72 himna, 140 madrigala, 105 svjetovnih te mnogo druge glazbe. Nije pisao čistu instrumentalnu glazbu. Glasio je za spasitelja crkvene glazbe tijekom reformi Tridentskoga sabora. Bio je iznimno poznat u svoje vrijeme, a poslije smrti slava mu je još više narasla.